# Daugaard-Jensengletsjer
De Daugaard-Jensengletsjer is een grote gletsjer in het oosten van Groenland. Hij ligt in het Nationaal park Noordoost-Groenland en is een van de gletsjers die uitmondt in de Nordvestfjord.
De gletsjer watert een gebied af van 50.150 km² van de Groenlandse ijskap met een flux (hoeveelheid ijs van land naar zee verplaatst) van 10,5 km³ per jaar, gemeten in 1996. De gletsjer is de belangrijkste producent van ijsbergen ten noorden van IJsland.
De gletsjer is vernoemd ter ere van Niels Daugaard-Jensen, die het hoofd van het departement Groenland was onder het Deense ministerie van Buitenlandse Zaken en de voormalige gouverneur (landsfoged) van Noord-Groenland was.
De Daugaard-Jensengletsjer heeft een lengte van meer dan 50 kilometer en een breedte van meer dan 5 kilometer.
Ten zuidoosten van de gletsjer ligt het Hinksland, ten noorden het Charcotland. Ten noorden van de gletsjer liggen de Charcotgletsjer en de F. Graaegletsjer en ten noordoosten de Hammerskjøldgletsjer.

## Zie ook

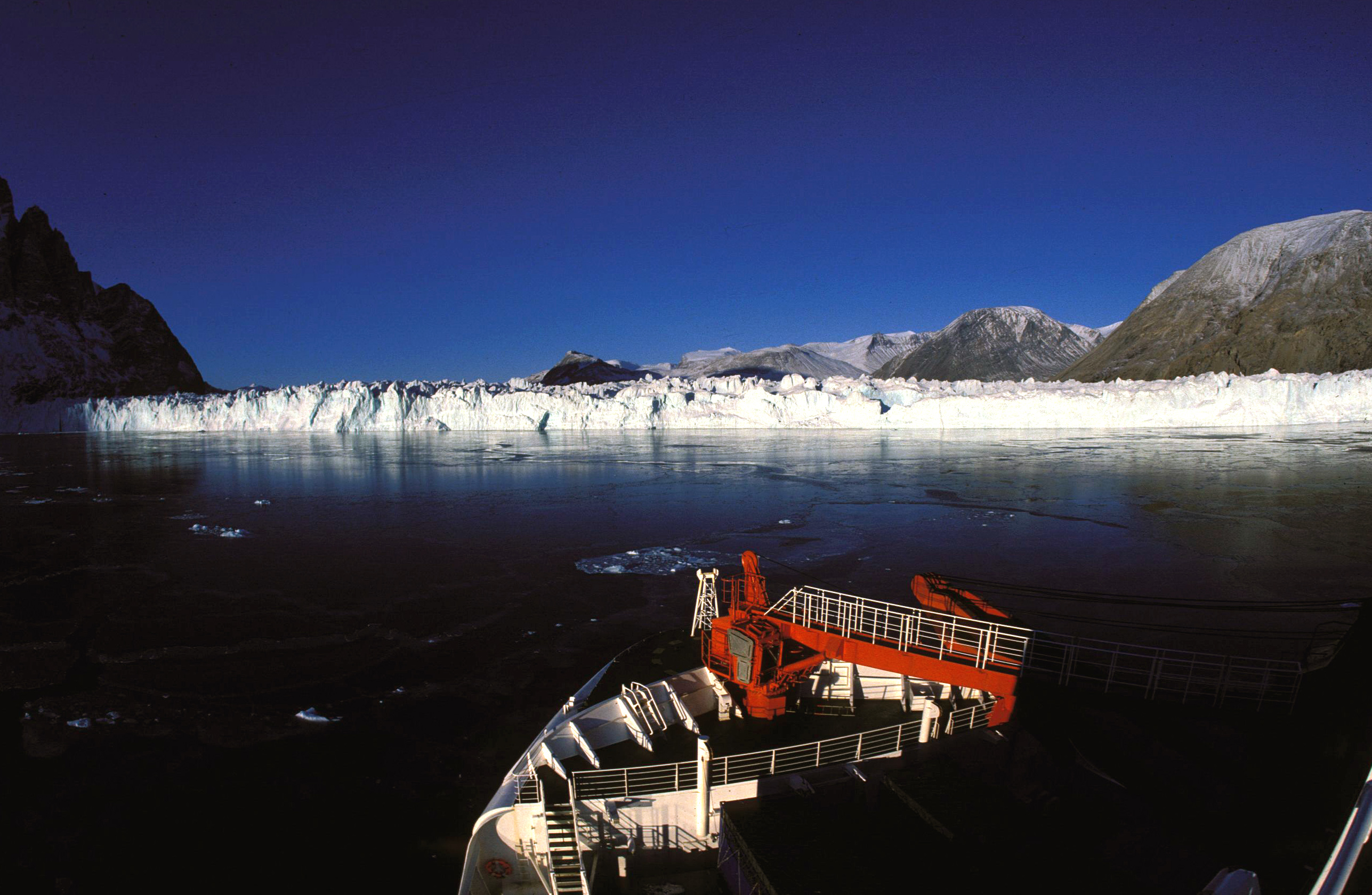
De gletsjertong van de Daugaard-Jensengletsjer